# Nicolò Da Rio
Nicolò Da Rio est un géologue vénitien, né à Padoue le 1er août 1765 et mort dans la même ville le 16 avril 1845.

## Biographie
Da Rio s’est occupé principalement de minéralogie, de physique et de chimie. En 1791, il lut à l’Académie des Ricovrati de Padoue un mémoire Sur la formation de quelques collines glaiseuses du Frioul, qui fut apprécié et qu’il fit suivre peu après d’Observations sur la vallée de Valdagne, que Alberto Fortis a traduites et publiées dans le tome 1er de ses Mémoires d’histoire naturelle. En 1798, il donna une introduction à la chimie qui fut remarquée, mais qui depuis longtemps déjà n’est plus au niveau de la science. En 1802, il fonda le Journal de la littérature italienne, qu’il dirigea pendant vingt-cinq années.

## Publications
- Dell’origine dei ciottoli (1808)
- Osservazioni mineralogiche sopra la miniera d'Agordo, e di alcune altre località del Territorio Bellunese (1817)
- Sopra la Perlite Euganea (1825)
- Su la stoviglia sommamente economica che si fabrica a Ponte di Brenta (1831)
- Essai sur la dénomination et la classification des odeurs (1836)
- Orittologia euganea (1836)